# Étoiles, garde-à-vous !
Starship Troopers
Vous lisez un « bon article » labellisé en 2018.
Pour les articles homonymes, voir Étoile (homonymie), Garde-à-vous (homonymie) et Starship Troopers.
Étoiles, garde-à-vous ! ou Étoiles, garde à vous ! (titre original : Starship Troopers) est un roman de science-fiction écrit par Robert A. Heinlein. Le texte est publié une première fois sous forme de série et dans une version abrégée, sous le titre Starship Soldier, dans la revue The Magazine of Fantasy & Science Fiction en octobre-novembre 1959, puis sous la forme d'un roman en décembre 1959.
Le roman, écrit à la première personne, conte l’histoire du jeune soldat Johnnie Rico fraîchement engagé dans l'infanterie mobile, une unité militaire équipée de scaphandres de combat auto-propulsés et d'armes à charge nucléaire. Le lecteur suit la carrière militaire de Rico, progressant de simple recrue jusqu'au rang d'officier, lors d'une guerre interstellaire opposant l'humanité à une espèce insectoïde connue sous le nom d'Arachnides, que Rico surnomme « les Cafards » ou « les Punaises ».
À travers le regard de Rico, Heinlein expose une analyse de la société, notamment au travers de la nécessité de la vertu civique, de l'utilisation des châtiments corporels ainsi que la pertinence de la peine capitale dans certains cas. Étoiles, garde-à-vous ! est également un plaidoyer sur la nécessité d'une force militaire forte et une critique du communisme.
Bien que l'ouvrage obtienne en 1960 le prix Hugo du meilleur roman de science-fiction, il est beaucoup critiqué. L'écriture est souvent jugée positivement, contrairement aux théories militaristes développées dans le roman. Certains critiques y voient un soutien à l’impérialisme, voire au fascisme.
Étoiles, garde-à-vous ! inspire de nombreuses œuvres ultérieures de science-fiction. En 1997, le livre est adapté au cinéma par Paul Verhoeven sous le titre original Starship Troopers, puis son univers est étendu vers de nombreux autres supports.

## Création

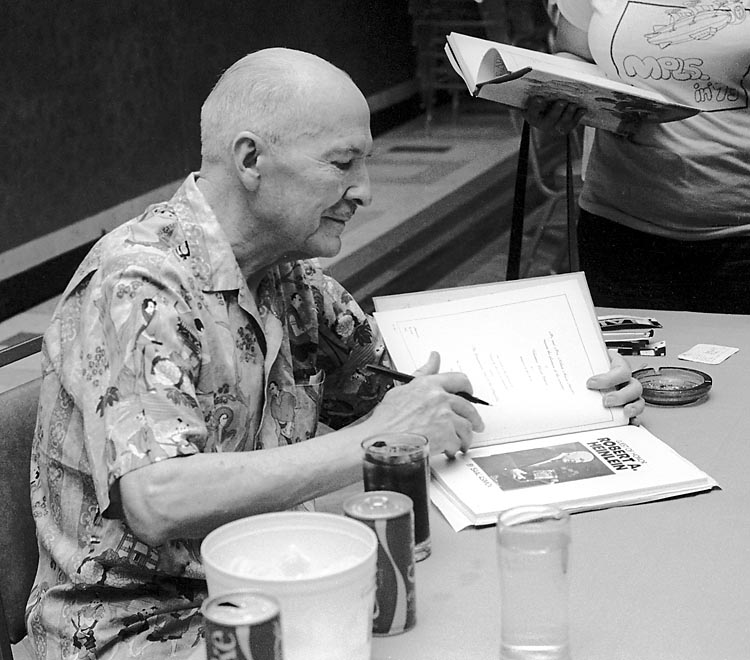
Robert A. Heinlein en 1976.

Le 5 avril 1958, alors qu'il travaille sur le livre En terre étrangère, Robert Heinlein et sa femme Virginia découvrent en lisant le journal que le National Committee for a Sane Nuclear Policy réclame une suspension unilatérale des tests d'armement nucléaire menés par les États-Unis,. Scandalisés par cette proposition qu'ils pensent être une erreur majeure dans la gestion de la guerre froide, le couple Heinlein crée un groupe d’opinion, appelé The Patrick Henry League pour apporter son soutien au programme de tests,. Heinlein se voit alors accusé de conservatisme par ses collègues écrivains de science-fiction.
Face à cette opposition, il décide de retourner à l'écriture, mais pas à celle de En terre étrangère. Au lieu de cela, il écrit un texte de science-fiction militaire abordant les thèmes de l’anticommunisme et du civisme. Heinlein veut utiliser ce roman pour y exposer ses opinions militaires et politiques en s'inspirant de son passé dans l'armée en tant qu'officier de l'US Navy. Heinlein rédige le roman en quelques semaines. Au départ, il pense en faire un récit pour adolescents, mais le refus du manuscrit par son éditeur habituel, Scribner, le pousse à changer le contenu du roman en y introduisant des thèmes plus adultes,. Le refus de Scribner est probablement dû à la trop grande présence de l'idéologie militariste dans le roman,.
En octobre et novembre 1959, Heinlein publie donc sous le titre Starship Soldier le texte dans la revue The Magazine of Fantasy & Science Fiction. Puis en décembre 1959, cette fois sous le titre définitif Starship Troopers, il édite la version longue sous la forme d'un roman chez G. P. Putnam's Sons. En France, le livre sort en 1974 chez J'ai lu. Son titre français fait référence à une chanson de Guy Béart,  Étoiles, garde-à-vous ! ,
Dans cet ouvrage, Heinlein utilise une narration à la première personne entrecoupée d'une série de flashbacks. Alexei Panshin dans son livre de 1968, Heinlein in Dimension, indique que c'est le seul roman où Heinlein utilise ce type de narration.

## Description

### Toile de fond
À la fin du XXe siècle, une guerre éclate entre l'Alliance russo-anglo-américaine et l'Hégémonie chinoise. En 1987, un coup d'État met fin à la guerre et un traité de paix est signé à New Delhi. Quelques années plus tard, une vague de troubles déferle sur les États-Unis, la Russie, le Royaume-Uni et sur beaucoup d'autres pays. Cela provoque l'éclatement de la République d'Amérique du Nord et l’effondrement des systèmes démocratiques. Le professeur Jean Dubois, l'un des personnages du roman, estime que la cause de cette décadence vient du fait que les « citoyens de cette société glorifiaient la mythologie des droits mais ils avaient perdu le sens de leur devoir ».

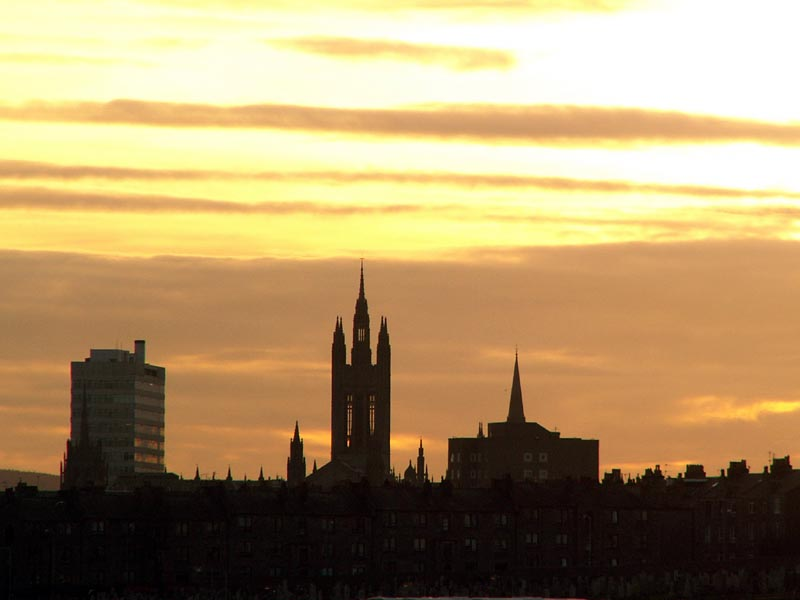
Vue d'Aberdeen en 2009.

Après la disparition des États, un peu partout dans le monde les vétérans de guerre prennent le pouvoir. Dans le roman, le major Reid raconte que :

« les premiers événements signalés, à Aberdeen, en Écosse, sont des exemples typiques. Quelques vétérans se constituèrent en comité de vigiles pour lutter contre les violences et le pillage. Ils pendirent plusieurs personnes (dont deux vétérans) et se constituèrent en comité. Seuls des vétérans pouvaient en faire partie. C’était arbitraire mais ils n’avaient confiance qu’en eux. Ce qui avait été au début une simple mesure d’urgence devint en une ou deux générations une constitution. »

C'est ainsi que naît la Fédération terrienne, où les civils n'ont pas le droit de vote. Celui-ci est uniquement réservé à ceux qui ont effectué leur période de service militaire, appelé dans le roman le Service fédéral.
La Fédération, devenue le gouvernement unique de la Terre, se consacre ensuite à la conquête de l'espace. Les humains colonisent des planètes et explorent de nouveaux systèmes planétaires. Ils entrent également en relation avec des civilisations extraterrestres. Petit à petit, la tension monte avec l'une d'entre elles, la belliqueuse civilisation des Arachnides.

### Résumé
Le récit débute par le largage aérien du narrateur, Johnnie Rico, alors que celui se trouve avec ses camarades soldats de l'infanterie mobile à bord du vaisseau spatial Rodger Young, en orbite autour d'une planète ennemie.
Engoncés dans leur capsule de saut individuelle, les soldats sont largués du vaisseau et atterrissent sur le sol de la planète ennemie après s'être débarrassé des différentes couches de leur capsule de saut, et avoir activé leurs différents parachutes et leurs rétrofusées. Aussitôt après, les soldats de l'unité de Rico s'engagent dans un raid éclair de représailles au cœur d'une des cités de la planète, qui appartient aux peuple des Squelettes, des extraterrestres alliés aux Arachnides. Les soldats terriens, équipés de scaphandres de combat auto-propulsés et déployés en formation dans une zone déterminée, ravagent méthodiquement le plus grand nombre possible de bâtiments importants grâce à leur armes et explosifs, le tout en respectant un minutage serré. Tout au long de sa progression, l'escouade de combattants sème la terreur et la confusion chez l'ennemi, ne comptant en fin de compte qu'un seul mort dans ses rangs.
Le récit revient ensuite sur le passé de Rico, alors que celui-ci, terminant ses études, vient d'obtenir son diplôme peu de temps avant son dix-huitième anniversaire. N'ayant pas d'idée précise quant à son avenir, il suit ses camarades de classe, Carl et Carmen, qui s'engagent dans les forces armées de la Fédération terrienne pour effectuer leur période de service fédéral. Il poursuit cette voie malgré son hésitation, en partie due à cause de la défiance de son père envers les militaires. Son choix, mal pris par ses parents, le laisse avec un sentiment de séparation.
Au centre de recrutement de la Fédération, les trois jeunes gens sont accueillis par un sergent recruteur lourdement handicapé dont le rôle caché est de dissuader subtilement les candidats de s'engager. Johnnie se remémore alors l'enseignement qu'il a reçu au lycée durant son cours d'histoire et de philosophie morale. Son professeur, monsieur Dubois, y expliquait pourquoi les droits civiques ne s'obtiennent qu'après la validation du service fédéral. Johnnie termine ensuite les différents tests d'aptitude avant d'être enrôlé et affecté à l'infanterie mobile, à la satisfaction du sergent recruteur, un ancien de cette unité.
Rico est alors envoyé au camp d’entraînement « Arthur Currie » où, avec ses camarades d'incorporation, il est accueilli par le redoutable adjudant Zim. Johnnie y découvre la dure vie d'un soldat en caserne avec son lot de corvées, de manœuvres, de parades, d'exercices de tir, de close combat ou de maniement d'armes blanches, sous la supervision de Zim et de ses adjoints zélés. La formation est extrêmement exigeante. Lors de son instruction, Rico assiste au jugement d'un de ses camarades par une cour martiale, pour désobéissance. Celui-ci, pour avoir frappé Zim, est fouetté puis renvoyé du camp. Rico lui-même reçoit cinq coups de fouet pour avoir tiré une roquette lors d'un exercice avec des combinaisons blindées et des armes simulant des charges nucléaires sans avoir vérifié qu'il n'y avait aucune cible amie dans la zone de tir, ce qui aurait pu entraîner la mort d'un camarade soldat au combat. Démotivé, Rico pense un temps à démissionner, mais les lettres de soutien de sa mère et de son ancien professeur d'histoire et de philosophie morale, monsieur Dubois, le persuadent de rester.

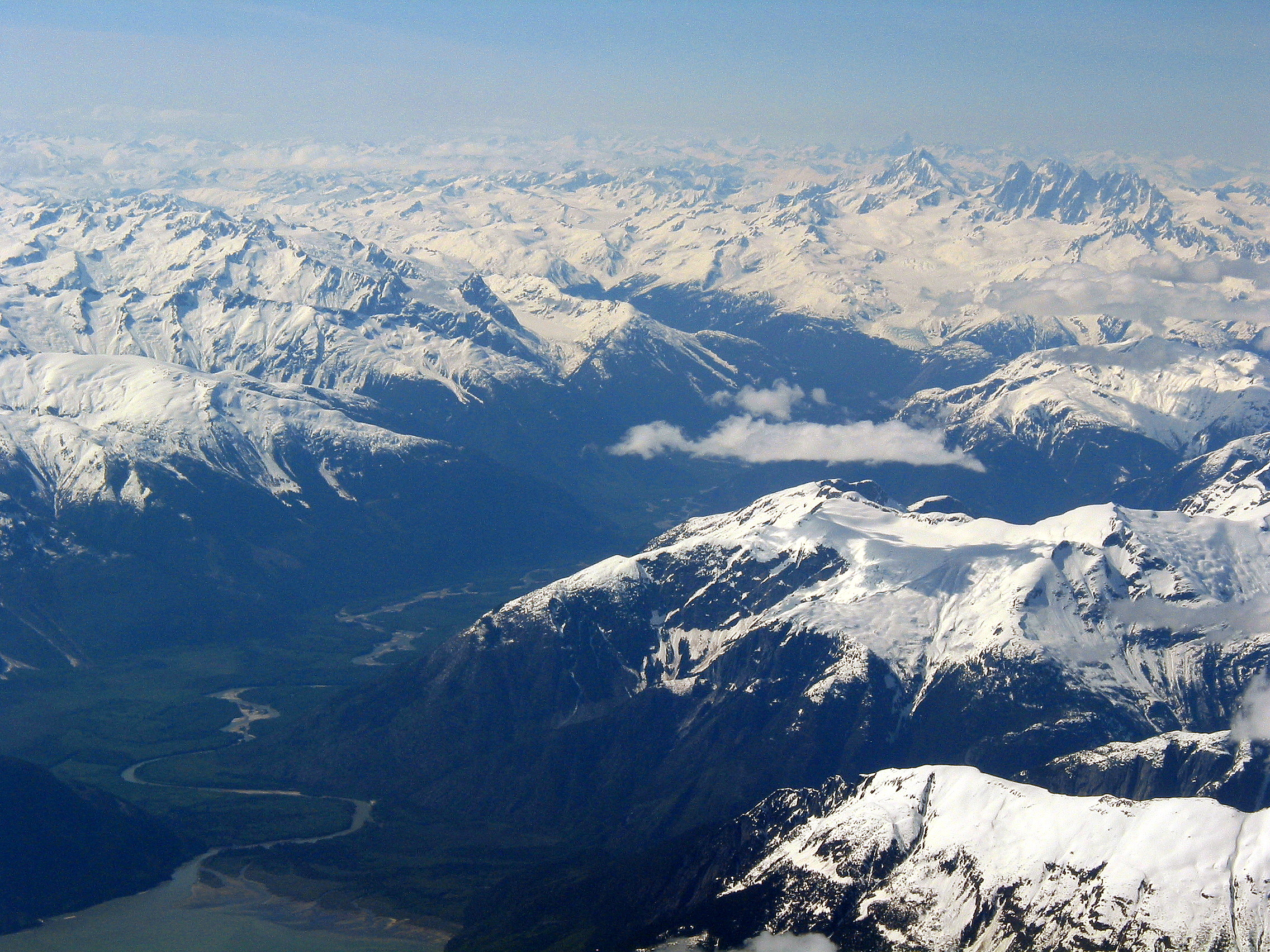
Le mont Waddington dans les Rocheuses canadiennes, un cadre similaire aux derniers entraînements de Rico pendant son incorporation.

Vient ensuite pour les recrues restantes l’apprentissage du pilotage des scaphandres de combat auto-propulsés. Pendant cette période, Rico assiste pour la première fois à la pendaison d'un homme, un déserteur du camp ayant commis un homicide sur une fillette. Lors d'une permission en ville un week-end avec deux de ses camarades, il se retrouve dans un bar et est contraint de se battre contre des hommes hostiles aux militaires. À cette occasion, il s'aperçoit avec stupeur que l'instruction de soldat qu'il a reçue l'a transformé en un individu doté de réflexes étonnants et efficaces. Enfin, survient la dernière partie de l'entraînement militaire, qui s'effectue au nord de Vancouver au camp de l'« adjudant Spooky Smith » dans les Rocheuses canadiennes, entre le mont Good Hope et le mont Waddington.
Après de nombreux exercices destinés à aguerrir les soldats et à tester leurs compétences, les recrues deviennent des soldats pour de bon et reçoivent leur affectation. Pour Rico, il s'agit des « Chats sauvages de Willie », le surnom d'un peloton de la compagnie K du 3e régiment de la 1re division de l'infanterie mobile stationnée à bord du vaisseau spatial Valley Forge.
Dans l'intervalle de temps où se déroule l'instruction de Rico, la situation militaire entre la Fédération terrienne et le peuple extraterrestre des Arachnides se dégrade, passant d'un conflit larvé d'« actions de police » à la guerre ouverte, la « première guerre interstellaire », aussi appelée par les soldats terriens la « guerre des Punaises ».
La guerre débute officiellement avec la destruction de la ville terrienne de Buenos Aires par les Arachnides, la mère de Rico figurant parmi les victimes. Rico prend alors part à la contre-attaque de la Fédération sur la planète arachnide Klendathu, au cours de l'« opération D.D.T. », une action de rétorsion de grande envergure. Cependant, cette opération se solde par un échec cuisant ; les soldats terriens sont décimés par les Arachnides, ce qui entraîne un retrait des forces terriennes de la planète ennemie. Le Valley Forge est détruit et l'unité de Rico décimée. Les survivants, ainsi que les autres rescapés des nombreuses unités anéanties lors de cette offensive ratée, sont dispersés dans d'autres formations. Johnnie intègre alors les « Têtes dures de Rasczak », le 2e peloton de la compagnie G du 3e régiment de la 1re division de l'infanterie mobile à bord du Rodger Young. Les pertes de la Fédération lors de cette offensive ratée sont telles que les attaques ultérieures ne se réduisent plus qu'à des raids éclairs, similaires à celui décrit au début du livre. L'unité de Rico effectue plusieurs raids et celui-ci est promu caporal par l'adjudant Jelal, après la mort du lieutenant Rasczak, son chef d'unité, tué au combat lors d'un raid.
Après avoir obtenu ses galons d'adjudant, Rico décide de devenir officier. Un de ses camarades des « Têtes dures » lui suggère de s’inscrire à l'école des élèves-officiers pour tenter sa chance. Rico finit par aller voir Jelal, et constate que celui-ci a déjà préparé le formulaire d’inscription. En route pour l'école des élèves-officiers, Rico rencontre son père, qui s'est également enrôlé dans l'infanterie mobile et qui est maintenant caporal. Les deux décident alors de se réconcilier. Carmen, maintenant enseigne de vaisseau et officier pilote dans la Marine, lui rend visite à l’école. Ils discutent de leur ami Carl qui a été tué plus tôt dans la guerre. Après une longue période d'instruction, qui inclut des cours supplémentaires en « Histoire et philosophie morale » dispensés par le major aveugle Reid, Rico sort de l'école avec le grade de « troisième lieutenant » et est peu après rappelé au combat. En effet, les Arachnides multiplient leurs attaques, allant jusqu’à détruire San Francisco et toute la vallée de San Joaquin.
Sous la tutelle du commandant de sa compagnie des « Blackies », le capitaine Blackstone, et avec l'aide de Zim, son adjudant de section et ancien instructeur au camp d'entraînement Currie, Rico participe à l'« opération Reine » sur la planète P, pour son test final : une affectation comme officier d'une unité de combat. Malgré, encore une fois, de nombreuses pertes, l'« opération Reine » se révèle être un succès inattendu grâce à la capture d'un « Cerveau », l'un des membres de la caste dirigeante des Arachnides. L'homme qui réussit cet exploit n'est autre que l'adjudant Zim, qui sera promu capitaine en récompense. Rico retourne ensuite à l'école des officiers pour obtenir son diplôme.
Plusieurs mois après, Rico, devenu lieutenant à part entière, est de nouveau à bord du Rodger Young aux commandes des « Têtes Dures de Rico » et, avec son père comme adjudant de section, il prépare ses hommes à une nouvelle attaque contre les Arachnides sur la planète Klendathu.

## Univers

### Personnages principaux
- Juan Rico, dit Johnnie : c'est le narrateur[24]. Sa langue natale est le tagalog, le principal langage des Philippines[a 9]. Issu d'une famille bourgeoise, il effectue son Service fédéral malgré l'opposition de son père. Il fait ses classes au camp d'entraînement de l'infanterie mobile « Arthur Currie ». Sa mère décède lors de la destruction de Buenos Aires[25]. Il est d'abord affecté comme première classe chez les « Chats sauvages de Willie » à bord du Valley Forge[26] puis, après la bataille de Klendathu, chez les « Têtes dures de Rasczak » à bord du Rogder Young. Après la mort du lieutenant Rasczak, il est promu caporal[27]. Après la mort du Padre, il devient adjudant[28]. Il entre ensuite à l'École des élèves officiers pour obtenir le grade de lieutenant[29]. Affecté chez les « Blackies » à bord du Tours en tant que troisième lieutenant[30], il participe avec eux à l'opération Reine sur la planète P[31]. Il est ensuite nommé lieutenant à titre définitif et obtient sa mutation chez les « Têtes dures de Rasczak » qui deviendront ensuite les « Têtes dures de Rico »[32].
- Ace : caporal dans l'infanterie mobile chez les « Têtes dures de Rasczak ». Rico précise qu'il a un « sale caractère ». C'est un bon camarade de Johnnie[33].
- Carl : ami de collège de Johnnie. Il est très fort en électronique théorique[34]. Il veut accomplir son Service fédéral pour rejoindre les unités de recherche et de développement[35]. Après ses classes, il est affecté à la base de Pluton. Il y meurt lors d'une attaque des Arachnides[36].
- Carmencita Ibanez, dite Carmen : camarade de classe de Rico, elle veut devenir pilote d'astronef. Elle est petite, très équilibrée avec une santé d'acier et des réflexes parfaits. Elle est également très forte en maths. Rico la trouve « délicieuse à contempler »[37]. Elle a des grands yeux noirs et des cils immenses. Elle devient aspirant-pilote à bord de la corvette Mannerheim[38].
- Charlie Zim : adjudant instructeur de Rico au camp d'entraînement « Arthur Currie ». Rico le décrit comme étant un « géant aux épaules larges » et à « l'air mauvais »[39]. Il fut jadis instruit par le colonel Shujumi[40]. Il est commandant de la compagnie H[38] puis devient adjudant chez les « Blackies ». Lors de l'« opération Reine », c'est lui qui capture le cerveau arachnide. Il est promu capitaine après ce fait d'armes[41].
- Emilio Rico : père de Johnnie. Industriel fortuné, il est farouchement opposé à l'engagement de son fils dans l'infanterie mobile. Après la mort de sa femme lors de l'attaque de Buenos Aires, il change d'opinion et décide de s'engager lui aussi[28]. Il fait ses classes au camp San Martin puis est affecté chez les « Volontaires de McSlattery », les « Kodiaks de King » et enfin les « Têtes dures de Rasczak ». Il est promu successivement caporal puis adjudant[42].
- Jean V. Dubois : vétéran de la fédération, il est professeur de philosophie morale et d'histoire au collège où Rico effectue sa scolarité. Il est distant et snob[43]. Il a perdu son avant-bras gauche[44]. Il est lieutenant-colonel de réserve de l'infanterie mobile. Il suit à distance l'évolution de Rico au sein de l'infanterie mobile[45].
- Jelal, dit Jelly : adjudant dans l'infanterie mobile chez les « Têtes dures de Rasczak ». C'est un Finno-turc de la planète d'Iskander, du système de Proxima du Centaure. Rico le décrit comme « Un type râblé et noiraud qui avait la tête d'un prêtre »[46]. Après la mort de Rasczak, il est promu lieutenant des « Têtes dures »[47]. Il perd ses deux jambes au cours d'une bataille et est promu capitaine[48].

### Personnages secondaires
- Abe Moise : camarade de Rico à l’École des élèves officiers. Il est affecté chez les « Chérubins de Chang »[49].
- Al Jenkins : compagnon de Rico au camp d'entraînement « Arthur Currie ». Il est affecté comme première classe chez les « Chats sauvages de Willie » puis chez les « Têtes dures de Rasczak »[50]. Il meurt lors d'un raid contre les Arachnides[28].
- Angel : colon de la planète Hesperus, il est le compagnon de chambre de Johnnie à l’École d'élèves officiers[51].
- Archie Campbell : forgeron dans l'infanterie mobile chez les « Têtes dures de Rasczak »[52].
- Barbara Anne Enthwaite : petite fille assassinée par le déserteur Dillinger[53].
- Bayonne : lieutenant dans l'infanterie mobile chez « Les Voraces de Warren » à bord du Tours[54].
- Bennie Montez : camarade de Rico à l’École des élèves officiers[55].
- Bjork : première classe dans l'infanterie mobile chez les « Blackies »[56].
- Blackstone : capitaine dans l'infanterie mobile, il est le supérieur direct de Rico à bord du Tours. C'est le commandant des « Blackies »[30].
- Breckinridge : compagnon de Rico au camp d'entraînement « Arthur Currie ». Il pèse cent-cinq kilos. Il mesure dix centimètres de plus que l'adjudant Zim et a les épaules plus larges[24]. Il meurt durant un exercice de survie[57].
- Bronski : caporal dans l'infanterie mobile. C'est un des adjoints de l'adjudant Zim au camp d'entraînement « Arthur Currie »[58].
- Brumby : caporal chez les « Blackies ». Rico le propose pour le grade d’adjudant[59]. Il est tué pendant l'opération Reine[60].
- Byrd, dit Birdie : camarade de Rico à l’École des élèves officiers. Rico dit qu'il n'est « pas plus épais qu’un moineau et presque aussi impressionnant »[61]. Il rajoute que c'est « un mélange rare. Il est brillant, intelligent, à une bonne éducation, un solide sens commun et un courage à toute épreuve ». Il est tué au combat deux semaines après sa sortie de l’école[30].
- Carruthers : compagnon de Rico au camp d'entraînement « Arthur Currie ». Rico pense qu'il a dans les trente-cinq ans. Il est renvoyé du camp à cause de sa faiblesse physique. Il devient ensuite cuisinier dans un transport de troupes de la marine spatiale[62].
- Chandar : capitaine, officier de semaine à l’École des élèves officiers[36].
- Chang : lieutenant dans l'infanterie mobile et commandant des « Chérubins de Chang ». Il est tué lors de l'opération Reine[63].
- Chauncey : colonel commandant en second de l’École des élèves officiers[64].
- Clyde Tammany : camarade de Rico à l’École des élèves officiers. Rico pense qu’il est Indien[65].
- Cunha : adjudant du matériel et de l'armement chez les « Blackies »[59].
- Diennes : général de l'infanterie mobile, il dirige l'attaque de Klendathu. Il meurt pendant la bataille[66].
- Dillinger[Note 10] : déserteur du camp d'entraînement « Arthur Currie ». Il assassine une petite fille pendant sa fuite. Repris, il est jugé et pendu au camp d'entraînement[53].
- Dizzy Flores : première classe sous contrat dans l'infanterie mobile chez les « Têtes dures de Rasczak »[67]. Il meurt des suites d'une blessure qu'il reçoit pendant le raid militaire sur la planète des Squelettes[68].
- Do Campo : lieutenant dans l'infanterie mobile et commandant des « Chasseurs de têtes »[69].
- Dutch Bamburger : première classe sous contrat dans l'infanterie mobile chez les « Têtes dures de Rasczak »[66]. Il meurt au combat durant la bataille de Klendathu[70].
- Eleanora : tante maternelle de Johnnie[71].
- F. X. Malloy : major commandant le troisième régiment d'instruction du camp d'entraînement « Arthur Currie »[72].
- Farley : lieutenant dans l'infanterie mobile, il occupe le poste d'ingénieur en armement à bord du Rodger Young[73].
- Fredericks : major commandant une brigade durant la bataille de Klendathu. Il est tué au combat[64].
- Graham dit Rusty : second lieutenant chez les « Blackies »[30].
- Hassan dit Hassan l’Assassin : camarade de Rico à l’École des élèves officiers. Il est l’aîné de la promotion. Rico dit qu'« il avait l’air du génie sorti de la lampe »[61].
- Ho : sergent qui accueille Rico et Carl au centre de recrutement. Il est amputé des deux jambes et d'un bras[74].
- Hugues : première classe chez les « Blackies ». Il y est éclaireur de tête[75].
- Ian Frankel : capitaine commandant le deuxième bataillon au camp d'entraînement « Arthur Currie »[76].
- Jacques Spieksla, dit Jake : lieutenant commandant le premier bataillon au camp d'entraînement « Arthur Currie »[72].
- Jimmie Patte d’Ours : troisième lieutenant chez les « Tête dures de Rico »[48].
- Johnson : sergent dans l'infanterie mobile chez les « Têtes dures de Rasczak »[50]. Rico le décrit comme un « gros garçon sympathique originaire de Géorgie (celle de l'hémisphère ouest) »[77].
- Jones : caporal dans l'infanterie mobile. C'est un des adjoints de l'adjudant Zim au camp d'entraînement « Arthur Currie »[58].
- Jorgenson : capitaine commandante du vaisseau le Tours[30].
- Kendrick : assistante au commandant de l’École des élèves officiers[78].
- Khorosher : lieutenant dans l'infanterie mobile chez « Blackies » à bord du Tours[54].
- Landry : ingénieur de combat pour le Service communications et logistique[79].
- Mahmud : caporal dans l'infanterie mobile. C'est un des adjoints de l'adjudant Zim au camp d'entraînement « Arthur Currie »[80].
- Malan : première classe dans l'infanterie mobile chez les « Blackies »[56].
- Meyer : compagnon de Rico au camp d'entraînement « Arthur Currie ». C'est un Allemand originaire de Kœnigsberg[81].
- Migliaccio, dit Le Padre : adjudant dans l'infanterie mobile chez les « Têtes dures de Rasczak ». Il est l’aumônier de la section pour les musulmans, les chrétiens, les juifs et les gnostiques[82]. Il meurt lors d'un raid contre les Arachnides[28].
- Moralès : Emilio Rico lui confie toutes ses responsabilités professionnelles quand il décide de s'engager dans l'infanterie mobile[29].
- N'Gam : lieutenant dans l'infanterie mobile chez « Les Voraces de Warren » à bord du Tours[54].
- Naidi : caporal chez les « Blackies »[59]. Il meurt pendant l'opération Reine[83].
- Navarre : adjudant du matériel et de l'armement chez les « Blackies »[59].
- Nielssen : amiral de la flotte qui commande l'École des élèves officiers qu'intègre Rico[84].
- Nyberg : première classe dans l'infanterie mobile chez les « Blackies »[60].
- O’Kelly : capitaine, ancien de l'École des élèves officiers[64].
- Pat Leivy : compagnon de Rico au camp d'entraînement « Arthur Currie ». Il a vécu dans son enfance à Seattle[85].
- Rasczak : lieutenant dans l'Infanterie Mobile. C'est le chef de peloton de Rico dans les « Têtes dures de Rasczak »[46]. Il se fait tuer lors d'un saut sur une planète ennemie[82].
- Red Greene : première classe sous contrat dans l'infanterie mobile chez les « Têtes dures de Rasczak »[86].
- Regatos : couple d’amis d'Emilio Rico installés sur Limite. Ils sont tués lors de l'attaque de cette planète par les Arachnides[29].
- Reid : major aveugle qui est instructeur d’histoire et de philosophie morale à l’École des élèves officiers[87].
- Rojas : commandante de vaisseau spatial. Elle recrute les futurs pilotes au centre de recrutement où s'inscrit Rico[35].
- Ruitman : une amie du père d'Emilio Rico[29].
- Salomon dit Sally : camarade de Rico à l’École des élèves officiers[88].
- Shujumi : compagnon de Rico au camp d'entraînement « Arthur Currie ». Il est le fils du colonel japonais Shujumi. Lors d'un entrainement au close-combat, il arrive à mettre à terre l'adjudant Zim[40].
- Silva : lieutenant dans l'infanterie mobile chez les « Blackies » à bord du Tours. Victime de terribles convulsions, il est hospitalisé. Rico le remplace[54].
- Smith, dit Kitten[Note 11] : compagnon de Rico au camp d'entraînement « Arthur Currie »[85]. Il est affecté comme première classe chez les « Chats sauvages de Willie ». Il meurt dans l'explosion du Valley Forge[89].
- Smith, dit Smitty : première classe sous contrat dans l'infanterie mobile chez les « Têtes dures de Rasczak »[67].
- Sukarno : lieutenant dans l'infanterie mobile chez « Les Voraces de Warren » à bord du Tours[54].
- Théodore C. Hendrick, dit Ted : compagnon de Rico au camp d'entraînement « Arthur Currie ». C'est un Allemand originaire de Kœnigsberg[81]. Il est renvoyé du camp pour avoir frappé Zim[72].
- Warren : lieutenant dans l'infanterie mobile et commandant des « Voraces de Warren » à bord du Tours[54].
- Weiss : officier d'affectation qui recrute Rico. Il était auparavant maître-chien au sein du Corps de regroupement des organisations canines[90].
- Willie : lieutenant dans l'infanterie mobile et commandant des « Chats sauvages de Willie » à bord du Valley Forge. Il est tué durant la bataille de Klendathu[26].
- Xera : major dans l'infanterie mobile, supérieur hiérarchique du capitaine Blackstone. Il est stationné à bord du Normandy Beach[30].
- Yvette Deladrier : commandante du Rodger Young[91].

### Technologie présentée

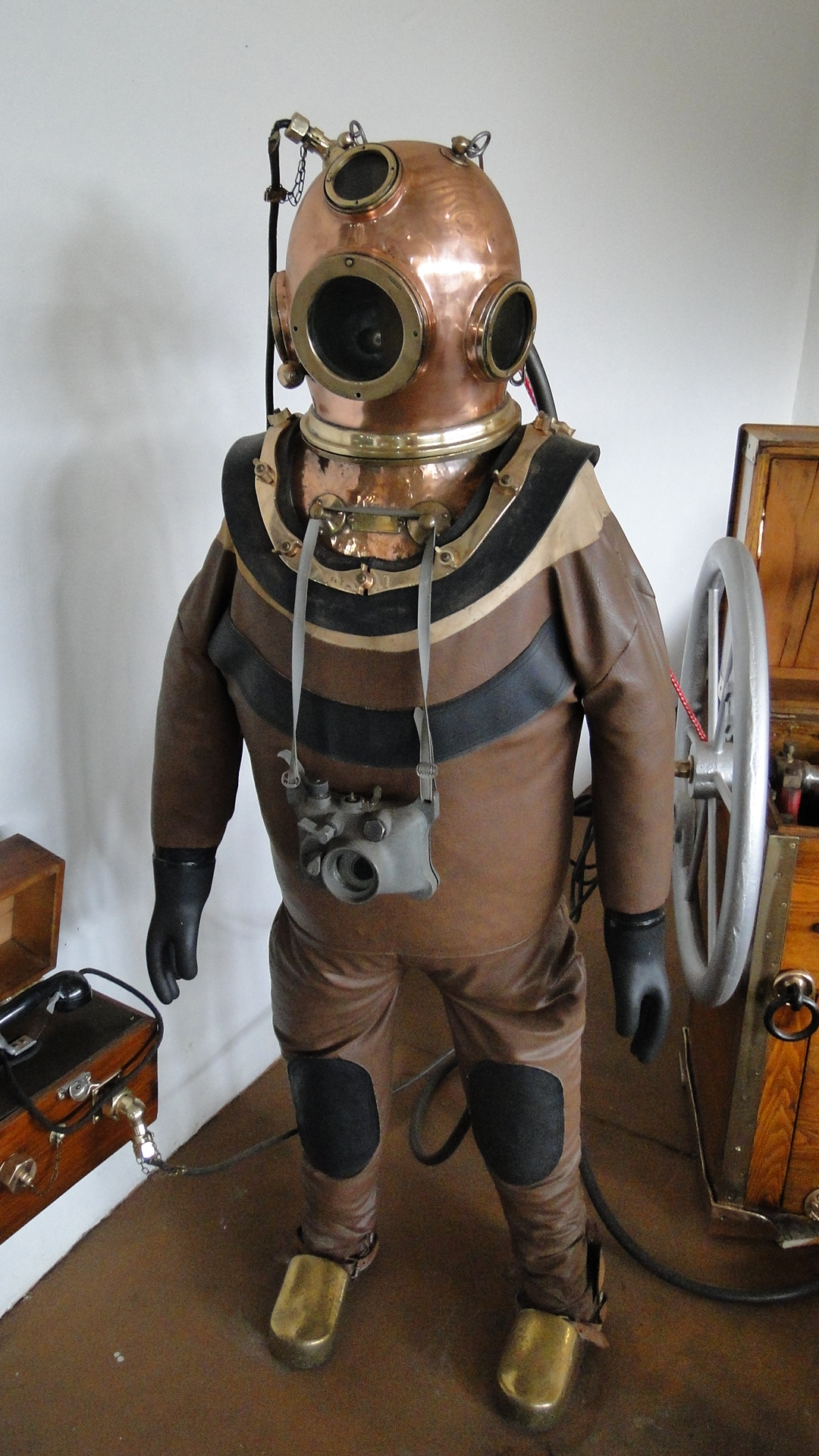
Un scaphandre de plongée.

Dans le roman, Robert Henlein présente plusieurs technologies futuristes originales. Il évoque notamment quatre appareils :
- capsule d'éjection : c'est dans ces capsules que les troupes de l'infanterie mobile sont installées lorsqu'elles sont larguées hors de leur vaisseau spatial pour pénétrer l'atmosphère d'une planète, lors de leurs missions de combat sur des planètes ennemies. Des tubes d'éjection envoient les capsules hors du vaisseau avec une poussée de huit à dix g[91]. La capsule est constituée de plusieurs couches métalliques, un peu comme un oignon : après l’éjection, la coque extérieure entre rapidement en combustion ; des tuyères sont alors activées pour contrer l'effet des turbulences, puis c'est la coque médiane qui brûle à son tour. La destruction de la deuxième coque déclenche l'ouverture d'un premier parachute ; un deuxième, puis un troisième parachute suivent, pour ralentir la capsule. À proximité du sol, la troisième coque s'ouvre pour libérer le soldat, engoncé dans son scaphandre blindé autopropulsé, et paré au combat[92].
- « scaphandre blindé auto-propulsé » : le scaphandre des soldats pèse plus de neuf cents kilogrammes. Il augmente la force de son porteur, ce qui lui permet de manier ce lourd scaphandre facilement, de faire des bonds de plusieurs centaines de mètres et de pouvoir porter et manier des armes et un équipement lourd avec aisance. À l'intérieur du scaphandre se trouvent des récepteurs de pression par centaines[93]. Rico précise que : « avec ça, vous ressemblez à un énorme gorille avec des armes qui ont l'air d'avoir été faites pour un gorille »[94]. Il existe trois types de scaphandres : patrouille (peu armé, mais plus rapide), commandement (capacité de saut améliorée et équipé de nombreux radars et d'un système radio amélioré), et combat (lourdement armé). Le casque en plomb est équipé de lunettes à filtre[95], d'un réflecteur[92] et d'un compas[96]. Le ceinturon du scaphandre dispose d'un bouton qui indique l'état physique du soldat[97]. Le scaphandre est armé d'un lance-fusées à charge atomique, d'un lance-flammes[98] et de pyro-pilules (des bombes incendiaires) à retardement[99]. Le soldat dispose aussi d'un radia-couteau, capable de découper des pans de mur[100].
- prothèses à moteur : très évoluées, elles remplacent les bras et les jambes amputés[74].
- oreiller hypnopédique : oreiller qui, pendant le sommeil des élèves officiers, chuchote des cours aux cadets pour améliorer leur apprentissage[101].

## Thèmes abordés
Bien que le roman contienne quelques scènes de combat, la plus grande partie de l'ouvrage est consacrée à l'exposition d'idéologies. La récurrence de discussions d'opinions politiques dans le livre est telle que le chercheur Jeffrey Cass qualifie le roman d'« idéologiquement intense ». Une critique de Salon.com de 1997 le classe même dans le genre « roman philosophique ». Les critiques ne sont en revanche pas d'accord pour dire qu'Heinlein expose ses propres opinions dans le livre. Certains y voient de l'ironie tandis que d'autres y voient un sermon en faveur des valeurs militaires,.
Henlein aborde notamment dans le livre les thèmes de l'anticommunisme, de l'apprentissage, du civisme, du militarisme et de la peine de mort.

### Anticommunisme

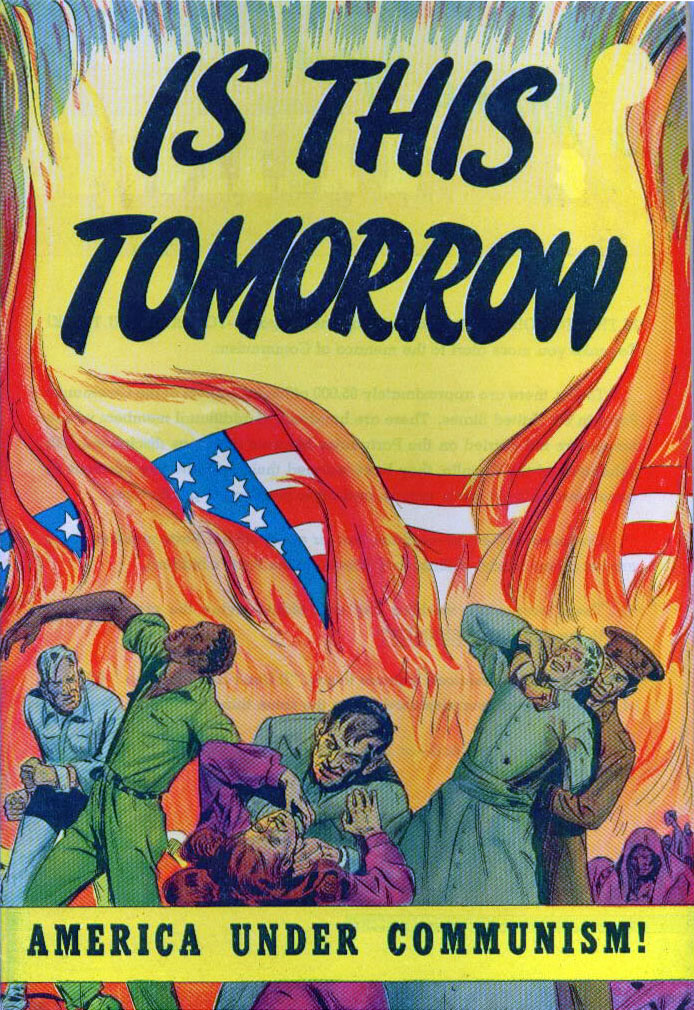
Affiche anticommuniste américaine des années 1960.

Contrairement à d'autres auteurs de science-fiction américains comme Isaac Asimov ou Arthur C. Clarke, Heinlein développe des propos anticommunistes dans ses écrits. Ainsi, le personnage du professeur Jean Dubois attaque la théorie marxiste de la valeur travail en disant qu’« il est évident que la définition marxiste de la valeur est ridicule. Tout l'effort d'un individu ne changera jamais une tarte de boue en tarte aux pommes ». Il critique également le communisme en déclarant que « la théorie marxiste de la valeur, cette illusion qui est la source de cette magnifique escroquerie que l'on appelle le communisme ».
Rico, lui, oppose l'individualisme terrien au grégarisme des Arachnides qu'il assimile au communisme. Il constate que « nous apprenions à nos dépens l'efficience du communisme total chez une race qui s'y était adaptée par son évolution ». Un peu plus loin, c'est le major instructeur Reid qui assimile La République de Platon à du communisme par les termes « ce communisme de fourmilière que Platon appela à tort La République ». Les critiques pensent que les Arachnides sont une analogie de la part d'Heinlein de la menace communiste qui pèse sur la société américaine des années 1950,,.

### Apprentissage
Étoiles, garde-à-vous ! est également décrit comme un roman d'apprentissage, où Johnnie Rico atteint la maturité durant son passage dans l'Infanterie Mobile. Ses formations dans des camps d'entraînement et à l'école des officiers l'oblige à acquérir et accepter les valeurs militaires, invitant également le lecteur à les apprendre aussi. Le passage à l'âge adulte dans un contexte de science-fiction militaire est d'ailleurs un thème commun aux romans d'Heinlein antérieurs à Étoiles, garde-à-vous !.
Le livre retrace la transformation de Rico d'étudiant insouciant en soldat tout en explorant les questions d'identité et de motivation ainsi que le développement moral et social de l'individu. Le professeur Brian Crim souligne d'ailleurs la similitude de cette transformation à celle de beaucoup de jeunes soldats allemands de la Première Guerre mondiale. La transformation de Rico est à rapprocher d'une narration commune des histoires à forte thématique militaire mise en lumière par le chercheur H. Bruce Franklin. Cette base narratologique est celle d'un civil inapte et indolent qui est reformaté par des officiers brutaux lors d'entrainements au « sadisme calculé » mais toujours pour la bonne cause. Les passages se déroulant durant les années d'études universitaires servent notamment à mettre en évidence les réactions de Rico durant son apprentissage. Un exemple notable est lors de la pendaison du déserteur et assassin Dillinger. Johnnie doute au début de la pertinence de cette sanction jusqu’à ce qu'il se rappelle un cours du professeur Dubois où celui-ci soutenait que le « sens moral » dérive entièrement de la volonté de survivre,. Le passage à l'âge adulte est également présent à travers la relation de Johnnie avec son père notamment par l'ouverture du héros « vers l'extérieur » puis ses retrouvailles avec son père à la fin du roman, une fois devenu adulte.

### Civisme
Étoiles, garde-à-vous ! critique également la jeunesse américaine des années 1950. Dans le roman, les jeunes gens sont décrits comme des êtres gâtés et indisciplinés notamment lors des passages se déroulant dans la classe du professeur Jean Dubois. Celui-ci déclare en effet que la société civile d'avant la création de la Fédération glorifiait les droits des citoyens au détriment des devoirs civiques. En revanche, la Fédération propose aux civils le choix de rester civil ou de devenir citoyen après l'accomplissement du Service fédéral. Seuls les citoyens ont l'obligation d'avoir un sens civique. Interrogé par le professeur sur le sens de la vertu civique, Rico rappelle qu'« un soldat assume une responsabilité personnelle dans la sécurité de l'organisme politique auquel il appartient, si besoin est au prix de sa vie. Ce que ne fait pas le civil ».
Dubois ridiculise l'idée des droits inaliénables fortement ancrée dans la société américaine qui ne met en valeur que les droits pour lesquels les gens sont prêts à se battre et à mourir,. Dubois affirme à plusieurs reprises que son argument est « mathématiquement démontrable », ce qui a conduit plusieurs critiques à catégoriser le roman comme étant de la hard science-fiction malgré ses thèmes sociaux et politiques.

### Militarisme

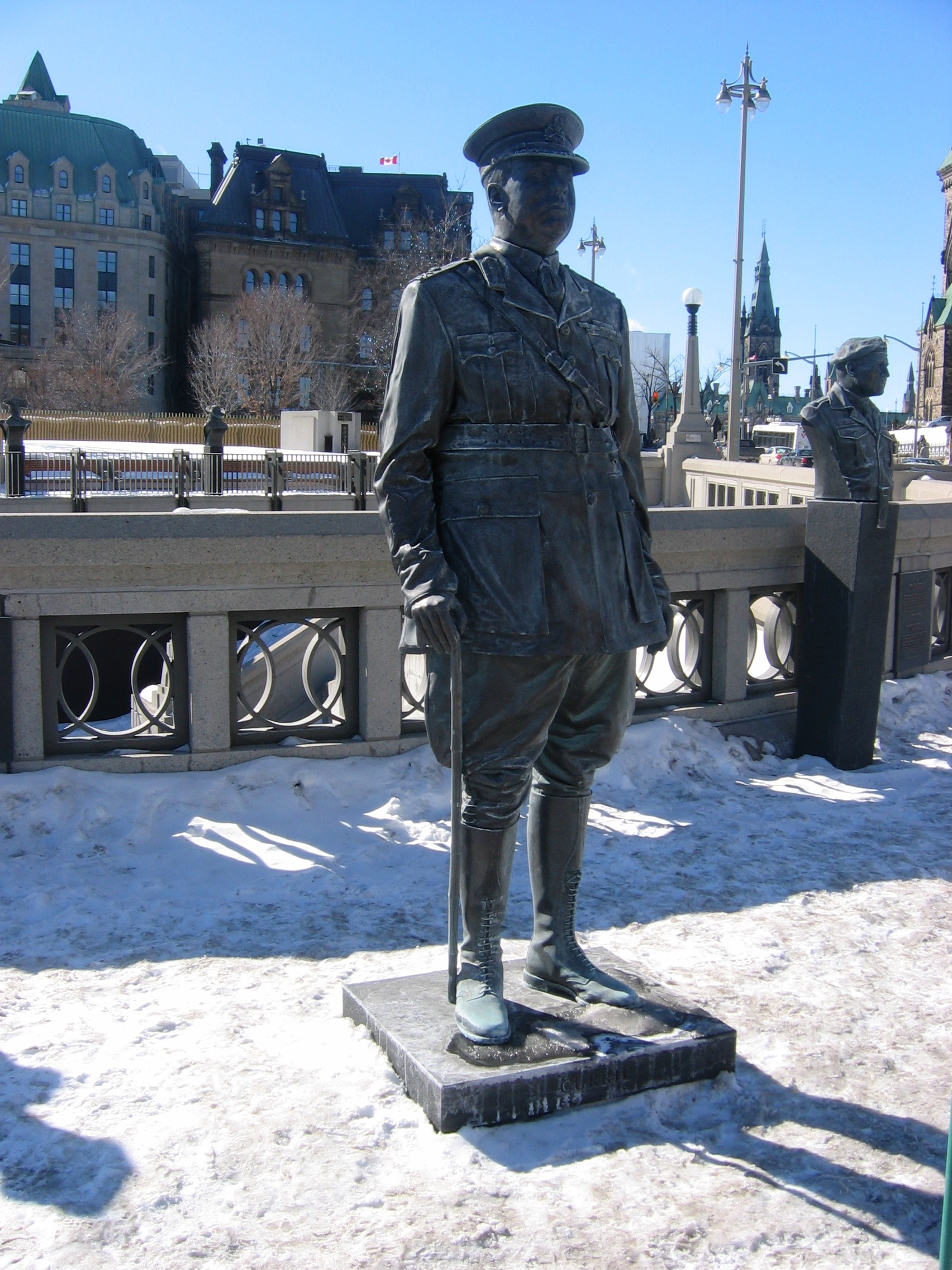
Statue d'Arthur Currie. Heinlein donne son nom à un camp d'entrainement dans le roman.

Heinlein est diplômé de l'Académie navale d'Annapolis en 1929 puis sert pendant cinq ans dans l'US Navy. Son expérience dans les forces armées influence donc profondément ses écrits. Ainsi, on retrouve de nombreuses références militaires dans le roman soit à travers des noms de batailles soit à travers des noms de militaires de renom.
Pour les références à des batailles historiques, les vaisseaux interstellaires du roman portent les noms de Marathon (épisode majeur de la première guerre médique en 490 av. J.-C.), Tours (lieu de la bataille de 732 également appelée bataille de Poitiers), Hastings (bataille de la crise de succession d'Angleterre en 1066), Valley Forge (camp militaire de George Washington de 1777 à 1778 durant la guerre d'indépendance des États-Unis), Moskova (principale bataille de la campagne de Russie de 1812), Waterloo (principale bataille de la campagne de Belgique de 1815), Alamo (fort assiégé durant la révolution texane en 1836), Gettysburg (bataille de la guerre de Sécession en 1863), Ypres (lieu de quatre batailles durant la Première Guerre mondiale), Marne (lieu de deux batailles durant la Première Guerre mondiale), Gallipoli (lieu de la bataille des Dardanelles en 1915), Argonne (forêt dans laquelle fut menée l'offensive Meuse-Argonne en 1918), El-Alamein (lieu de deux batailles en 1942 durant la guerre du Désert), Normandy Beach (en référence aux plages du débarquement allié en Normandie en 1944), Leyte (nom d'un golfe où se déroule une bataille en 1944) et Iwo Jima (lieu d'une bataille en 1945).
D'autres vaisseaux portent le nom d'un chef militaire : le Mannerheim (le commandant en chef finlandais durant la guerre d'Hiver), l'Horace (en référence au combat des Horaces et des Curiaces durant la guerre entre Rome et Albe la Longue vers 650 av. J.-C.), le Xénophon (vers 430-355 av. J.-C., maître de guerre de la Grèce antique), le Vercingétorix (vers 80-46 av. J.-C., chef de la coalition gauloise durant la guerre des Gaules), le Robert Devereux (1591-1646, commandant en chef de l'armée parlementaire durant la première révolution anglaise), le Swamp Fox (surnom de Francis Marion, 1732-1795, héros de la guerre d'indépendance des États-Unis), le Kamehameha (1758-1819, fondateur par la conquête du royaume d'Hawaï), le Colonel James Bowie (1796-1836, héros de la révolution texane mort à Fort Alamo), le Chaka (1787-1828, fondateur de l’Empire zoulou), l'Emilio Aguinaldo (1869-1964, chef de guerre puis premier président des Philippines), le Geronimo (1829-1909, dernier chef apache des guerres indiennes), le camp d'entraînement se nomme « Arthur Currie » (1875-1933, commandant du corps expéditionnaire canadien au cours de la Première Guerre mondiale), l'Alvin York (1887-1964, héros de guerre pendant la Première Guerre mondiale), l'Augusto Sandino (1895-1934, chef de la guérilla nicaraguayenne), le théâtre se nomme « Douglas MacArthur » (1880-1964, commandant suprême des forces alliées dans la zone du sud-ouest du Pacifique durant la Seconde Guerre mondiale), le Bernard Montgomery (1887-1976, commandant suprême de l'Armée britannique durant la Seconde Guerre mondiale), l'Aubrey Cosens (1921-1945, héros de guerre canadien durant la Seconde Guerre mondiale), l'Audie Murphy (1924-1971, héros de guerre pendant la bataille de la poche de Colmar), le Rodger Young (1918-1943, récipiendaire de la Medal of Honor durant la campagne du Pacifique) et le Pál Maléter (1917-1958, chef militaire de l'insurrection de Budapest).
La dédicace du livre est adressée à un militaire, l'adjudant Arthur George Smith : « Au juteux Arthur George Smith, soldat, citoyen, homme de science, et à tous les adjudants de tous les temps qui ont œuvré pour faire de jeunes garçons des hommes. R.A.H. ». De plus, la dernière phrase du livre, est : « À la gloire éternelle de l’Infanterie... » (To the everlasting glory of the Infantry : une référence à la chanson The Ballad of Rodger Young).
Étoiles, garde-à-vous ! fait partie d'une branche de la littérature de science-fiction américaine qui présente le conflit violent et la militarisation de la société comme étant un mal inévitable et forcement nécessaire. Bien que l'infanterie mobile, l'unité où est affecté Rico, soit présentée comme une unité basique, l'auteur suggère néanmoins qu'elle est le cœur de l'armée et son élément le plus honorable. Dans son ouvrage Expanded Universe (1980), Heinlein avoue qu’Étoiles, garde-à-vous ! glorifie l'armée et plus particulièrement les « pauvres diables de fantassins ». L'histoire du roman reprend la doctrine du darwinisme social qui pense que la société ne peut évoluer qu'à travers une lutte pour la survie basée sur la puissance militaire. Elle suggère également que certains conflits ne peuvent être résolus qu'avec la violence. C'est d'ailleurs pour protester contre une attitude trop conciliante et donc pas assez martiale des États-Unis face à la Chine communiste et l'Union soviétique qu'Heinlein a écrit le roman,,,.
Des aspects annexes au militarisme, comme le sacrifice personnel, le patriotisme et d'autres valeurs américaines des années 1950 sont également présents dans le roman. Certains critiques ont également vu dans la description de la confrontation avec les Arachnides et les Squelettes les thèmes de la déportation et de reconduite à la frontière. Ils rappellent encore une fois le darwinisme social qui impose une lutte constante pour la suivie, quitte à détruire ou soumettre les peuples autochtones. Heinlein suggère ainsi que, sans expansion impliquant la conquête de territoires déjà peuplés, les humains seront détruits. Le chercheur Jamie King indique qu'Heinlein n'aborde pas la question de l’intérêt d'un gouvernement militaire et d'un Service fédéral en temps de paix. Cela sous-entend donc que ce régime politique doit être continuellement en guerre et doit étendre son territoire pour perdurer.

### Peine de mort et châtiment corporel

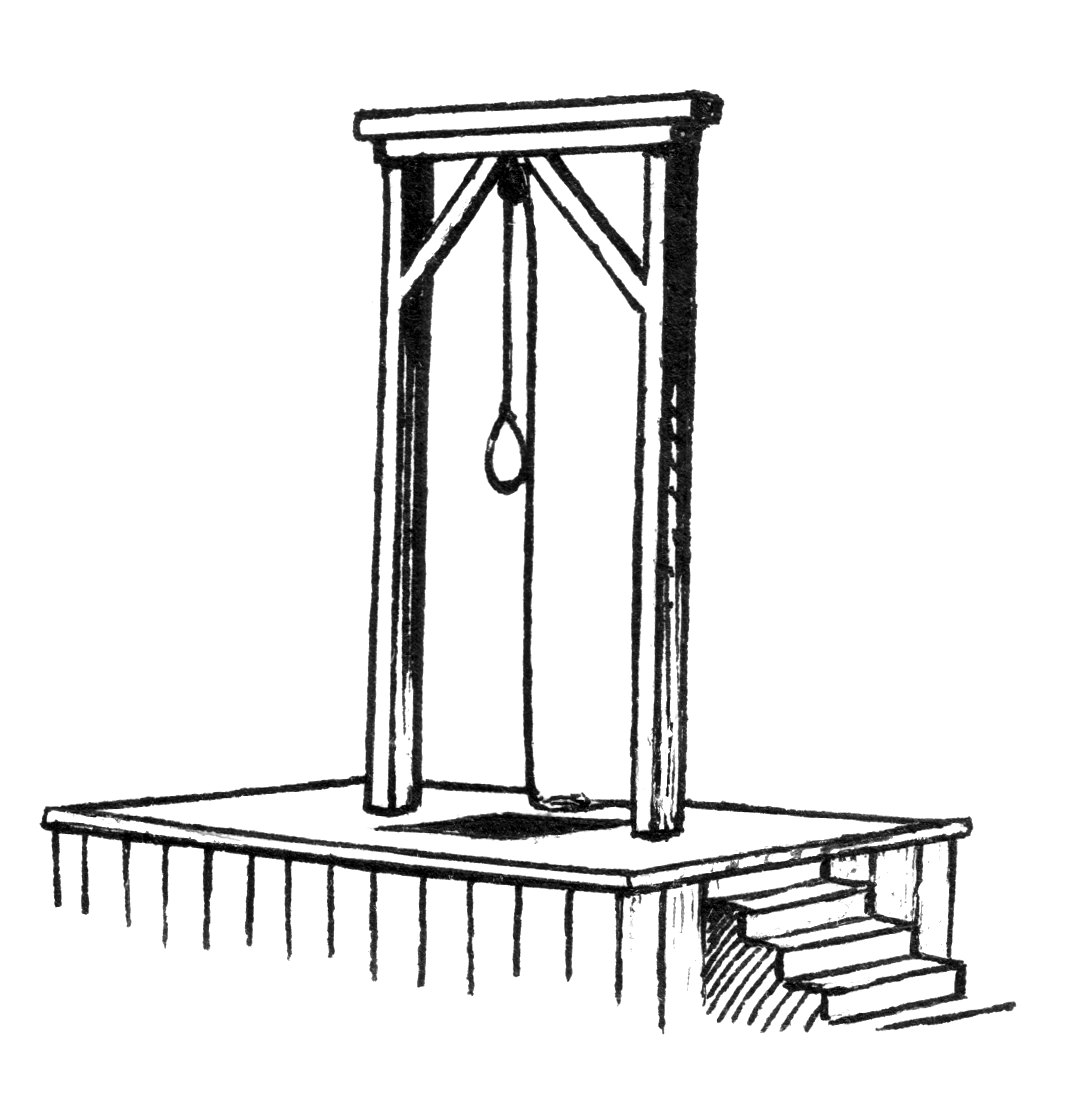
Une potence. Dans le roman, le soldat déserteur Dillinger est pendu pour assassinat.

La Fédération terrienne applique la peine de mort par pendaison. Rico explique en effet que « s'il est impossible d'éviter » un crime « pour la première fois, pour la seconde, nous avons trouvé la solution ». Il rajoute qu'« il valait mieux » que le criminel « soit mort, pour lui et pour les autres ». La Fédération terrienne utilise également le châtiment corporel contre la délinquance juvénile. Cela inscrit le roman dans un mouvement de la science-fiction qui présente une société technologiquement avancée mais fortement réactionnaire au niveau des relations humaines,.

## Accueil

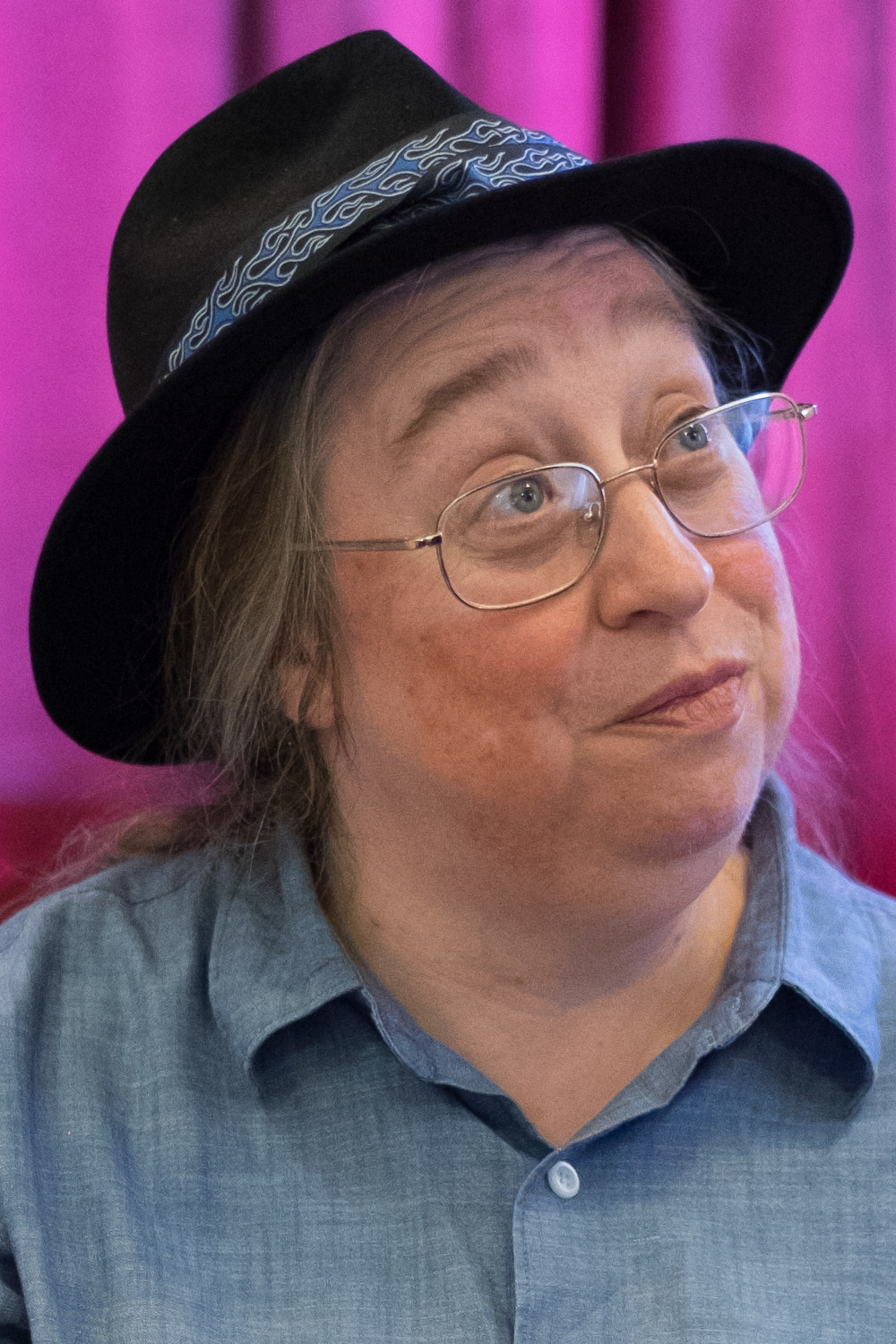
L’écrivaine et critique Jo Walton fait l’éloge d’Étoiles, garde-à-vous ! dans un de ses articles en 2009.

### Appréciation générale
À la surprise d'Heinlein, le livre est un grand succès public et critique, notamment avec l’obtention du prix Hugo du meilleur roman de science-fiction pour l'année 1960 et plusieurs présences dans les listes des meilleurs romans de tous les temps établies par le magazine Locus. Étoiles, garde-à-vous ! est même par la suite désigné comme l'un des romans de science-fiction les plus connus et les plus influents,,. C'est le plus connu des romans d'Heinlein et l'un de ses plus gros succès de librairie. Il est aussi présenté comme un des romans clés de la science-fiction des années 1950. Le roman est également décrit comme marquant le passage dans l’œuvre d'Heinlein de la littérature pour adolescent à un style « plus mature » et plus sérieux.
En 1980, vingt ans après sa sortie et des traductions en onze langues, Heinlein écrit dans son ouvrage Expanded Universe que malgré le succès du livre, presque tous les courriers qu'il reçoit à ce sujet sont négatifs. On lui parle du roman uniquement « quand on veut lui faire des reproches ». Étoiles, garde-à-vous ! est en effet beaucoup critiqué par rapport à ses thématiques. Les critiques portent essentiellement sur l'éloge des valeurs militaires et de la violence, qui dit implicitement qu'un régime militariste est plus efficace qu'une démocratie,. Les auteurs de science-fiction se divisent à propos de l'ouvrage. Une comparaison entre un passage du livre et le poème antimilitariste Dulce Et Decorum Est (1917) de Wilfred Owen entraine même une longue série d'articles de 1959 à 1961 au sein de la revue Proceedings of the Institute for Twenty-First Century Studies entre les écrivains Brian Aldiss, Poul Anderson, James Blish, Anthony Boucher, John Brunner et Philip José Farmer, ainsi que le physicien et critique de science-fiction Sidney Coleman.
La description du monde militaire est généralement appréciée par les critiques. L'écrivaine Jo Walton dans un article de 2009 indique qu’Étoiles, garde-à-vous ! est un « très bon roman de science-fiction militaire ». Elle trouve également qu'Heinlein est alors à son apogée de son talent et qu'il maîtrise alors parfaitement les techniques stylistiques de l'écrivain de science-fiction. Plusieurs autres critiques qualifient le livre de parfaitement lisible et trouvent les scènes militaires plutôt convaincantes,,. Les descriptions de Heinlein de la formation militaire, inspirées de son expérience, sont jugées remarquables. Une critique publiée en 1960 dans le New York Herald Tribune fait l'éloge des passages « brillamment écrits » concernant les combats de l'infanterie ainsi que des descriptions des armes et armures. En 1986, le professeur George Edgar Slusser décrit le livre comme une épopée galactique convaincante et loue particulièrement les armes et les tactiques finement imaginées.
Le style du livre est surtout critiqué pour son ton trop didactique,,. Le romancier Ken MacLeod, dans son essai sur la nature politique d'Étoiles, garde-à-vous !, écrit que le livre est constitué de longues listes d'informations sur le civisme, de descriptions d'entraînements militaires et de quelques scènes de combats dénuées de tension. Un manuel de science-fiction publié en 2009 indique que le roman présente de manière convaincante une armée futuriste mais que l'histoire est plutôt faible car elle n'expose que très peu la société extraterrestre. En effet, les Arachnides ne sont présentés que comme une masse d'individus sans noms et sans visages qui ne souhaitent qu'une chose : détruire l'humanité. En 1960, l'auteur Anthony Boucher pense même qu'Heinlein a « oublié d'insérer une histoire » dans son roman.

### Critique du militarisme
Étoiles, garde-à-vous ! est généralement considéré comme un ouvrage militariste qui glorifie les armées et la guerre. Pierre-José Billotte écrit dans son livre de 2008, Nous deviendrons immortels, que le roman célèbre le culte de la jeunesse, de l’armée et des valeurs patriotiques des États-Unis. En 1980, le chercheur H. Bruce Franklin décrit le livre comme une glorification du service militaire et de l'impérialisme. L'auteur de science-fiction Dean McLaughlin qualifie l'ouvrage de long tract de recrutement. En 1968, le critique de science-fiction Alexeï Panshin compare Étoiles, garde-à-vous ! à un film de recrutement et indique pour soutenir sa théorie que l'ensemble des soldats présentés dans l'ouvrage sont « solides, intelligents, compétents, soignés, bien rasés et héroïques ». Un article publié en 1997 sur Salon.com déclare que le roman est de la propagande et qu'une lecture littérale pourrait avoir de graves conséquences. L'article pointe particulièrement les camps d'entraînement qui sont décrits dans le roman comme des lieux de civilisation. Il s'agit là d'une vision utopique peu courante dans le monde de la science-fiction.
D'autres critiques défendent le point de vue de l'auteur. George Price soutient que pour Heinlein la guerre est désagréable mais inévitable et qu'il faut tout faire pour qu'elle se déroule loin de chez soi. Le testeur du site SciFi-Universe voit dans le roman une critique du fonctionnement de l'armée plutôt qu'une propagande militariste.

### Accusation de fascisme
La société présentée dans le livre est souvent décrite comme fasciste,,. Cela donne à Heinlein une réputation de « fasciste belliciste fanatique ». Le chercheur Jasper Goss l'accuse d'être un crypto-fasciste. En 2005, Alain Pelosato, dans son livre Un siècle de cinéma fantastique et de SF, accuse également le livre d'être ouvertement fasciste et de défendre l'idéologie américaine. Il qualifie même Heinlein de vieux réactionnaire. Darko Suvin compare la suggestion d'Heinlein qui indique que « toutes les guerres découlent de pression démographique » au concept Lebensraum ou « espace vital » qui a justifié la politique expansionniste de l'Allemagne nazie.
Plus modéré, Claude Ecken dans le magazine Bifrost d'avril 1998 indique que le roman « distille au premier degré une idéologie suspecte et controversée, militariste voire fascisante », mais souligne aussi qu'Heinlein a écrit d'autres livres plus tolérants et humanistes. En 1975, Dennis Showalter défend le livre en déclarant qu'il ne comporte pas beaucoup d'éléments de l'idéologie fasciste. Il soutient également que le roman n'inclut pas d’éléments montrant une opposition simpliste entre le bolchevisme et le libéralisme tel qu'on pourrait l'attendre d'une société fasciste. En 2003, Ken Macleod soutient, lui, que le livre ne glorifie pas réellement le fascisme car le Service fédéral n'est pas obligatoire et qu'on peut vivre librement comme simple citoyen même si on est en désaccord avec le fonctionnement de la société. En 2009, Keith Booker et Anne-Marie Thomas déclarent que le militarisme d'Heinlein est plus libertarien que fasciste, et que cette tendance est également présente dans d'autres grands livres de l'auteur tels que En terre étrangère (1961) et Révolte sur la Lune (1966).

### Accusation de racisme et de machisme
Certains commentateurs écrivent que les extraterrestres sont décrits dans le livre d'une façon raciste, notamment à cause des sobriquets « Punaises » ou « Squelettes ». John Brunner les rapproche du terme « Gooks » utilisé par les soldats américains durant la guerre de Corée pour désigner les Asiatiques. George Edgar Slusser indique que le terme « Punaises » est « abusif et biologiquement incorrect » et justifie la violence contre les êtres extraterrestres jugés donc inférieurs. Slusser remarque cependant que ce justificatif est présent dans plusieurs autres grands ouvrages de science-fiction.
D'autres livres d'Heinlein ont été taxés de racistes. C'est notamment le cas du premier roman d'Heinlein, Sixième Colonne (écrit à partir de 1941 et publié en 1949), qui est jugé particulièrement raciste car il montre un mouvement de résistance blanche face à une horde asiatique tout droit sortie du concept du « Péril jaune ». En 1978, Michael Moorcock écrit qu’Étoiles, garde-à-vous ! établit le modèle d'histoires « paternalistes et xénophobes » qu'utilisera Heinlein pour ses livres ultérieurs. Le chercheur H. Bruce Franklin relativise cette accusation car d'autres grands romans des années 1950 l'étaient tout autant, de même que le gouvernement américain de l'époque. L'écrivain Robert A. W. Lowndes soutient que la « guerre des Punaises » n'est pas une quête de pureté raciale, mais un développement de la théorie d'Heinlein qui voit en l'humain un animal sauvage. Selon cette croyance, celui-ci, qui n'a pas de morale et n'est animé que par un instinct de survie, ne peut choisir que la guerre quand il est face à une autre espèce.
Étoiles, garde-à-vous ! est également vu comme un ouvrage véhiculant des idées machistes. Des féministes ont d'ailleurs décrit certaines réactions présentes dans l'ouvrage comme « typiquement masculines ». Les soldats présentés dans leurs scaphandres blindés auto-propulsés sont d'ailleurs décrits comme des exemples d'« hyper-masculinité » alliant muscles et technologies. Cet état de fait est renforcé par la présence exclusive des femmes comme pilotes de vaisseaux d’où sortent les soldats, expulsés de leur matrice comme les enfants lors de l'accouchement. Bien que Rico déclare que les femmes sont « merveilleuses », il n'a aucun désir sexuel envers elles car il est trop occupé par ses activités guerrières. Malgré la présence de quelques éléments favorables à l'égalité des sexes, les femmes présentes dans le roman restent des personnes à protéger contre les menaces de la guerre (ce qui s'inscrit dans le courant des valeurs américaines de l'époque,).

## Adaptations
Après la sortie du roman, son univers est étendu vers d'autres support notamment au cinéma, à la télévision, sous forme de vidéofilms, de comics, de jeux de société, de jeux vidéo et de jeux de figurines.

### Au cinéma et à la télévision
N.B. : Pour comparer les différences scénaristiques avec l’adaptation cinématographique de 1997, voir le paragraphe « Différences avec le roman » de l'article Starship Troopers.
En 1997, sort au cinéma Starship Troopers, une adaptation libre du roman de Robert Heinlein. Le film réalisé par Paul Verhoeven et scénarisé par Edward Neumeier met en scène les interprètes Casper Van Dien, Dina Meyer, Denise Richards, Michael Ironside et Neil Patrick Harris,. Le film diverge en de très nombreux points du roman. Cependant, les thèmes abordés par Robert A. Heinlein se retrouvent bien dans le film, mais sous forme satirique pour prendre exactement le contre-pied du roman. Selon Verhoeven, l’aspect fasciste et totalitariste se trouve déjà présent dans le roman. Une série télévisée en infographie du même nom est ensuite mise en chantier en 1999. Elle est composée de trente-six épisodes et est coproduite par Paul Verhoeven,.
Quatre vidéofilms dérivant du film de Verhoeven sont par la suite produits. En 2004, Starship Troopers : Héros de la Fédération, réalisé par Phil Tippett et scénarisé par Edward Neumeier,. En 2008, Starship Troopers : Maraudeur, réalisé et écrit par Neumeier,. En 2012, Starship Troopers : Invasion, réalisé par Shinji Aramaki sur un scénario de Flint Dille,. En 2017, Starship Troopers : L'Invasion de Mars réalisé par Aramaki et Masaru Matsumoto et avec Neumeier de retour à l'écriture.
Plusieurs personnages sont présents dans plusieurs opus de la saga :
| Équipe artistique | Starship Troopers (1997) | Starship Troopers (série télévisée) (1999-2000) | Starship Troopers : Marauder (2008) | Starship Troopers : Invasion (2012) | Starship Troopers : L'Invasion de Mars (2017) |
| Dizzy Flores      | Dina Meyer               | Elizabeth Daily                                 |                                     |                                     | Dina Meyer                                    |
| Carmen Ibanez     | Denise Richards          | Tish Hicks                                      |                                     | Luci Christian                      | Luci Christian                                |
| Carl Jenkins      | Neil Patrick Harris      | Rider Strong                                    |                                     | Justin Doran                        | Justin Doran                                  |
| Jean Rasczak      | Michael Ironside         | Jamie Hanes                                     |                                     |                                     |                                               |
| Johnny Rico       | Casper Van Dien          | Rino Romano                                     | Casper Van Dien                     | David Matranga                      | Casper Van Dien                               |

### Dans d'autres médias
En 1976, sort le jeu de société Starship Troopers édité par Avalon Hill. Il s'agit d'un jeu de guerre sur plateau hexagonal. Le dessin de couverture de la boite de jeu est inspiré de la couverture de la première édition du livre,. En 1988, six vidéos d'animations originales Starship Troopers (宇宙の戦士, Uchū no Senshi) sont produites au Japon par Bandai Visual. Elles sont réalisées par Tetsuro Amino.
En 1997, à l'occasion de la sortie du film Starship Troopers, plusieurs produits dérivés sont mis sur le marché. La société Avalon Hill sort le jeu de société Starship Troopers, une nouvelle version du jeu de guerre sur plateau hexagonal mais avec les visuels du film. La société Sega réalise un flipper Starship Troopers. La société Galoob produit une gamme de jouets. Trois ans plus tard en 2000, Blue Tongue Entertainment sort le jeu de stratégie en temps réel Starship Troopers: Terran Ascendancy. Enfin, de 1997 à 1998 sortent huit comics Starship Troopers chez Dark Horse. Ils racontent les mini-séries Insect Touch, Brute Creation et Dominant Species. Dark Horse réalise également l'adaptation en bande dessinée du film de Paul Verhoeven.
En 2005 est édité le jeu de figurines Starship Troopers : Miniatures Game par la société Mongoose Publishing. L'auteur est Andy Chambers et l'illustrateur et sculpteur est Bob Naismith. Ils s'inspirent alors directement du roman Étoiles, garde-à-vous ! et de la série TV Starship Troopers. La même année sort Starship Troopers, un jeu vidéo de type tir à la première personne développé par Strangelite et édité par Empire Interactive. Toujours en 2005, Mongoose Publishing édite le jeu de rôle Starship Troopers ; le système de jeu est une variante licence ludique libre du d20 System. De 2006 à 2008, vingt-quatre comics Starship Troopers sortent chez l'éditeur Markosia. Ils racontent les mini-séries Blaze of Glory, Dead Man’s Hand, Damaged Justice, Marooned, Bad Blood, Triple Threat et War Stories Tasch.

## Postérité
Les livres d'Heinlein en général et Étoiles, garde-à-vous ! en particulier, ont généré un impact énorme sur la science-fiction politique. Le critique de science-fiction Darko Suvin déclare en 2008 que le roman est le « premier ouvrage de la science-fiction militaire américaine » et qu'il a influencé le débat sur le rôle de l'armée dans la société américaine pendant de nombreuses années.

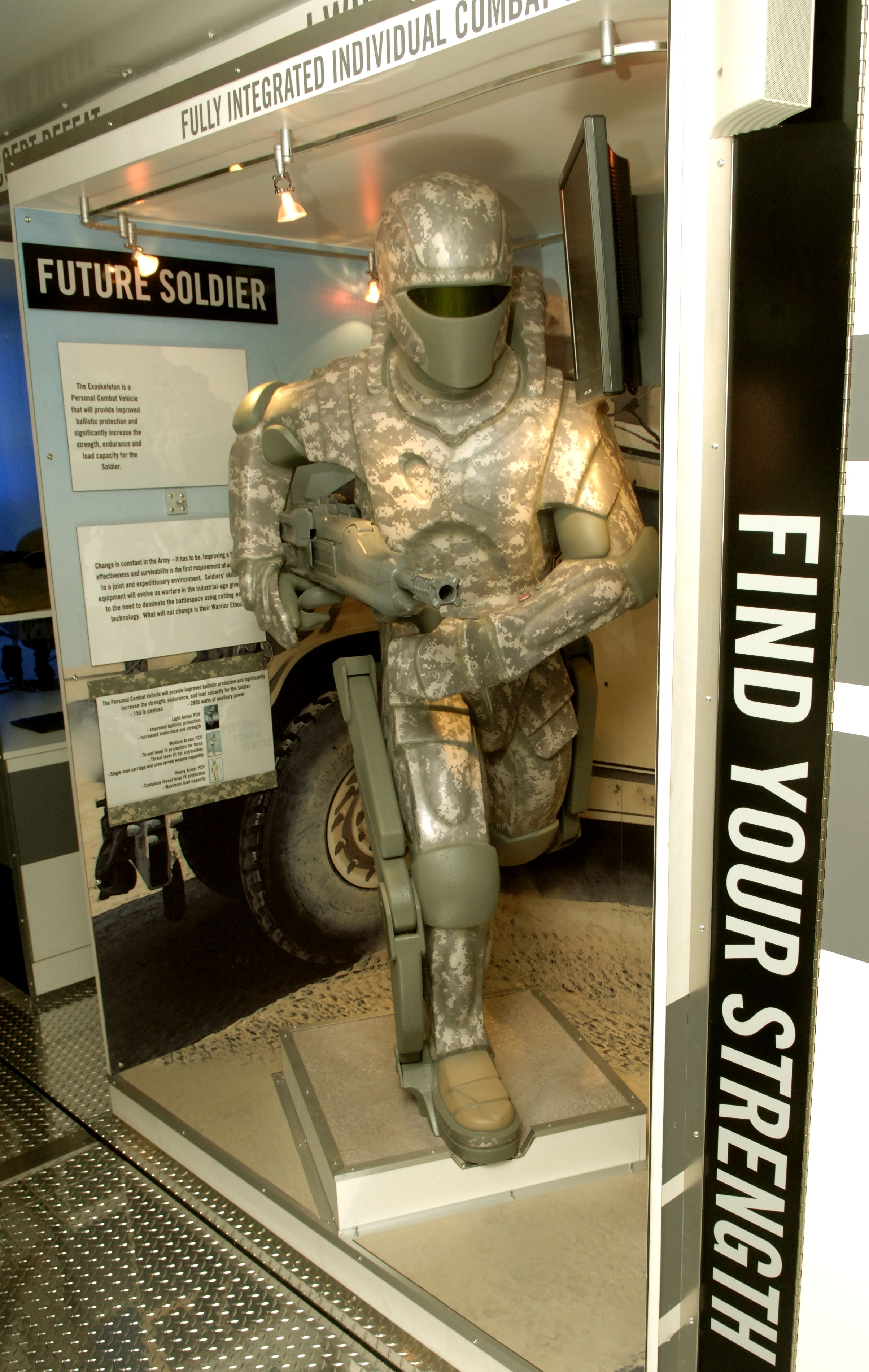
Mannequin présentant le concept d'exosquelette motorisé tel qu'imaginé par l'armée américaine.

Comme les opinions politiques, l'armée futuriste décrite dans le roman a profondément influencé des ouvrages ultérieurs mais aussi des films et des séries télévisées. La technologie présentée par Étoiles, garde-à-vous ! est beaucoup réutilisée dans d'autres œuvres et a même influencé la science. Le scaphandre blindé auto-propulsé longuement décrit par Heinlein est souvent cité comme étant la source d'inspirations des exosquelettes motorisés développées dans le domaine de la biotechnologie,,. Ces scaphandres sont devenus un élément de base de la science-fiction militaire et sont repris par de nombreuses œuvres ultérieures comme la bande-dessinée Iron Man (1963), le jeu vidéo Halo (2001) et les films District 9 (2009), Elysium (2013) ou Edge of Tomorrow (2014).
Étoiles, garde-à-vous !, dans son ensemble, a aussi beaucoup influencé d'autres œuvres. D'après l'auteur John Steakley, son roman de 1984 Armor est né de sa frustration causée par la faible quantité de combats présents dans le roman d'Heinlein. Il a donc réécrit une version alternative de l'histoire qui fait cette fois la part belle aux batailles. La série d'animation japonaise Gunbuster (1988) présente également des similitudes avec le roman d'Heinlein, notamment une humanité unie face à une armée d'extraterrestres. Des critiques ont aussi retrouvé l'influence du roman sur La Stratégie Ender (1985) d'Orson Scott Card. Suvin trouve des parallèles entre les intrigues des deux romans (avec entre autres une société humaine en guerre contre une nation extraterrestre), mais une conclusion différente. Alors qu'Ender Wiggin regrette les génocides qu'il a perpétrés, Johnnie Rico trouve, lui, que c'est un mal nécessaire.
Inversement, le roman de science-fiction antimilitariste La Guerre éternelle (1974) de Joe Haldeman est souvent décrit comme étant une réponse directe à Étoiles, garde-à-vous !. Bien que le roman est surtout le résultat de l'expérience d'Haldeman durant la guerre du Viêt Nam, il admet avoir aussi été influencé par le roman d'Heinlein. Le roman d’Harry Harrison Bill, le héros galactique (1965) est aussi décrit comme l'opposé d’Étoiles, garde-à-vous !, tandis que le roman de Gordon R. Dickson, Naked to the Stars (1961), est plutôt vu comme une copie évidente. Le roman Ring of Swords (1993) d'Eleanor Arnason décrit également une guerre entre les hommes et une nation extraterrestre mais prend le contrepied du roman d'Heinlein en racontant le point de vue des diplomates qui cherchent une issue pacifique à la guerre.